# Saint-Martin-de-la-Cluze
Saint-Martin-de-la-Cluze é uma comuna francesa na região administrativa de Auvérnia-Ródano-Alpes, no departamento de Isère.